# 14008 Toniscarmato
14008 Toniscarmato è un asteroide della fascia principale. Scoperto nel 1993, presenta un'orbita caratterizzata da un semiasse maggiore pari a 2,778448 UA e da un'eccentricità di 0,039924, inclinata di 1,779061ª rispetto all'eclittica,  un diametro di 6,431 km. Ha un periodo di rotazione di 5,065 ore e un'albedo di 0,082.
Fa parte della famiglia di asteroidi Astrid.